# Dorcadion decipiens
Dorcadion decipiens је врста инсекта из реда тврдокрилаца (Coleoptera) и породице стрижибуба (Cerambycidae). Сврстана је у потпородицу Lamiinae.

## Распрострањеност и станиште
Врста је ретка у Европи, насељава свега пет европских земаља: Србију, Молдавију, Мађарску, Румунију и Украјину, док се у Словачкој сматра изумрлом. Већина података за Србију је са истока земље. Ова врста насељава типична станишта за врсте рода Dorcadion, а то су травната станишта, често поред пута, на њивама, ливадама и пашњацима.

## Опис
Тело је црне боје са неколико белих штрафти, док су ноге и антене црвено-црне. Мужјаци су издуженији и узани. Од сличне врсте Dorcadion pedestre се разликује по густом томенту (слоју длачица) због којих нема сјај. Величина тела је између 11 и 14 mm.

## Биологија
Адулти се срећу од априла до јула. Ларве се развијају у земљи, а хране се корењем дивљих трава или житарица, као и остале врсте рода Dorcadion.

## Галерија
- Dorcadion decipiens из околине Бора

## Синоними
- Lamia decipiens Germar, 1824
- Dorcadion (Cribridorcadion) decipiens (Germar, 1824)
- Pedestredorcadion decipiens (Germar, 1824)